# Sweets and Sour Marge
«Sweets and Sour Marge» («Мардж против сахара») — восьмой эпизод тринадцатого сезона мультсериала «Симпсоны». Впервые вышел в эфир 20 января 2002 года.

## Сюжет
В Спрингфилдской Библиотеке состоялась распродажа книг. Разумеется, по просьбе Лизы, туда прибывает семейка Симпсонов. В библиотеке мало книг, интересующих Гомера. Но тут ему попадается на глаза «Книга Рекордов Пива «Дафф»». Гомер подробно изучает всевозможные рекорды и делится знаниями с окружающими. Но вскоре и ему захотелось стать частью Книги Рекордов, поэтому он приходит к представителям Пива Дафф и даёт им различные варианты своих собственных рекордов. Но они комиссию мало интересуют, им подавай групповые достижения. Вот Гомер и предложил всем жителям Спрингфилда создать самую высокую пирамиду из живых людей в мире. Те его послушались и вскоре перед городской ратушей возникла гигантская пирамида. Но долго она продержаться не смогла, и прежде чем комиссия успела измерить высоту пирамиды, она рухнула и превратилась в гигантский ком, который поглотил всех и лишил Спрингфилда места в Книге Рекордов. Хотя нет, не лишил! Измерив вес всей толпы и произведя нужные расчёты, комиссия Пива Дафф объявила город Спрингфилд новым рекордсменом… как самый жирный город в Америке!
Большинство граждан ликуют, не задумываясь о том, что такая награда не очень почётна, лучше всего это понимают Мардж и Лиза. Мардж наблюдает за тем, сколько сахара употребляет её семья и остальные горожане, и приходит в ужас. Она решает сходить в компанию «Мамина Любовь», производящую сахар для Спрингфилда. Её директор Гарт оказывается типичным злодеем и не собирается идти на уступки простой домохозяйке. Тогда Мардж решает направить дело в суд. Она собирает петиции с жителей города, которые также недовольны высоким потреблением сахара. А вскоре Мардж получает поддержку от профессора Фринка, который ранее работал на «Мамину Любовь» и разрабатывал формулу для привыкания людей к сахару. Гарт пытается подкупить судью Снайдера чемоданом с конфетами, но тот, страдая ожирением, отказывается принять взятку. В конце концов Мардж побеждает (Гомер с детьми ликуют), суд полностью запрещает употребление сахара в Спрингфилде! (Гомер с детьми НЕ ликуют).
Полиция начинает избавляться от сахара, бросая его в костёр. Новый закон плохо сказывается на жителях города: на детях и особенно на Гомере. Но вскоре Гомер узнаёт от Апу о тайной операции по нелегальной доставке сахара в Спрингфилд. Гомер с Бартом охотно соглашаются принять в ней участие, даже Лиза поддерживает их. Вместе с Гартом, Апу и Мистером Бернсом Гомер прибывает на остров и забирает партию сахара у контрабандистов, попутно надув их с оплатой. Вскоре их замечает Спрингфилдская Полиция и Гомеру с Бартом приходится вдвоём удирать от них, так как остальные заговорщики уже успели сбежать. Гомер всё-таки добирается до берега, до тут его встречает Мардж и Гомер думает, как же ему поступить: послушаться жены и потопить судно или «подчиниться злодею»? Гомер выбирает первое и сбрасывает весь груз в воду. Но жителей города это не останавливает: они прыгают в воду и там начинают поедать сахар с любыми продуктами. Попутно судья Снайдер отменяет свой последний приказ и тоже плывёт за сахаром. Мардж недовольна провалом своей оздоровительной кампании, но Гомер её утешает: ведь за эти попытки он её и любит. Так закончилась антисахарная кампания в Спрингфилде.